# Mailand–Sanremo 1968
Mailand–Sanremo 1968 war die 59. Austragung von Mailand–Sanremo, einem Eintagesrennen im Berufsradsport. Es wurde am 19. März 1968 über eine Distanz von 288 Kilometer ausgetragen. Mailand–Sanremo gehörte zu der 1959 begründeten Rennserie Super Prestige Pernod. Sieger des Radrennens wurde Rudi Altig aus Deutschland.

## Rennverlauf
187 Radrennfahrer stellten sich dem Starter. Kurz nach dem Start setzten sich vier Italiener ab, die im Verlauf des Rennens bis zu acht Minuten Vorsprung erreichten. 33 Kilometer vor dem Ziel wurden sie von einer größeren Gruppe erreicht. Am Capo Berto versuchte Edward Sels einen Ausreißversuch. In der Abfahrt konnten sechs Fahrer aufschließen. Den Zielsprint dieser Gruppe gewann Rudi Altig sicher.

## Ergebnis
| Rang | Fahrer           | Team                   | Zeit      |
| ---- | ---------------- | ---------------------- | --------- |
| 1.   | Rudi Altig       | Salvarani              | 6:51:58 h |
| 2.   | Charly Grosskost | BiC                    | gl. Zeit  |
| 3.   | Adriano Durante  | Max Meyer              | gl. Zeit  |
| 4.   | Edward Sels      | BiC                    | gl. Zeit  |
| 5.   | Raymond Poulidor | Mercier                | gl. Zeit  |
| 6.   | Rolf Maurer      | Zimba Automatic-Mondia | gl. Zeit  |
| 7.   | Roberto Ballini  | Max Meyer              | gl. Zeit  |
| 8.   | Edy Schütz       | Molteni                | + 11"     |
| 9.   | Walter Godefroot | Flandria–De Clerck     | gl. Zeit  |
| 10.  | Rik Van Looy     | Willem II–Gazelle      | + 15"     |